# Mörka Krokoträsket
Mörka Krokoträsket vid Ljusa Krokoträsket är en sjö i Finland. Den ligger i kommunen Kronoby i landskapet Österbotten, i den centrala delen av landet, 400 km norr om huvudstaden Helsingfors. Mörka Krokoträsket ligger 50 meter över havet. Arean är 2,8 hektar och strandlinjen är 1,02 kilometer lång. Sjön  ingår i Perho å huvudavrinningsområde. 